# カワイ・ムーンサルト
カワイ・ムーンサルトは、河合楽器製作所が製造していたエレクトリックギターである。

## 概要
1958年にクラシックギターの製造からギター製造に参入し、1963年より輸出を主としたエレクトリックギター製造に乗り出した河合楽器は1967年にTEISCOを吸収合併、その後国内ギターメーカーにOEM供給を行いながらエレクトリックギター製造の技術を研鑽し、独自に開発したギターを開発していく。その中で1977年にいよいよ「Mシリーズ」、「Xシリーズ」のギターを登場させ、それに引き続くカワイのオリジナルギターとして登場したのがこの「カワイ・ムーンサルト」である。
1970年代はアポロ11号の月面着陸等、宇宙開発が進められた時代であったため、ギターのコンセプトは「宇宙」と定められ、そのコンセプトに沿ったデザインが行われた。デザインには人間工学を盛り込み、ボディが「三日月」、ヘッドの形状が「星」、ポジションマークが「満ち欠けする月」、トラスロッドカバーは「ロケット」のデザインが用いられたさらにヘッド部分のインレイには三日月と星をあしらい、「KAWAI」のロゴも特別な書体のものを用いている。
ボディのカラーも宇宙をイメージしたカラーが幾つも設定され、ボディ外周が黄色から白に変わるぼかし塗りに金銀のラメをちりばめた「ムーンライトイエロー」、銀河をイメージした銀色の周囲が黒のぼかし塗りとなった「シルバーバースト」、ボディ外周の青がボディ中央に向かって黒いぼかし塗りとなった、「漆黒の宇宙」をイメージした「コスモ」等のカラーが設定されていた。
1985年に生産を終了している。コントロールがシンプルなモデルや廉価版モデル、フロイド・ローズを搭載したモデル、ベース版、ボディを透明なアクリル系樹脂で作った「クリスタルムーン」等の派生モデルを生産終了前後も多数生産している。
奇抜なボディ形状故に「座って弾けない」として敬遠する声もあり、「変形ギター」の一種とみなされる事も多いが、実際には人間工学に基づいて緻密に設計されたギターであり、開発陣としては「変形ギター」という意識はあまり無かったという。
ギターの製造は河合楽器の他のギターと同様、同社の竜洋西工場（旧静岡県磐田郡竜洋町。現在は磐田市）で製造されていた。
1997年に河合楽器がクラシックギターの分野でギターを製造を開始してから40周年を迎えることを記念して、「Moon Sault '40」として、2004年に「ムーンサルト登場25周年記念モデル」として「MS-25ANV」がそれぞれ限定再生産されたが、後に河合楽器がギター製造から撤退してしまったため、今後再生産される可能性は絶たれてしまっている。

## 主要諸元
ここでは派生モデルの詳細は割愛し、基本モデルであるムーンサルトについて解説する。
ボディとネックはマホガニーの単版で、指板はインディアンローズウッド。ボディとネックの接合はセットネックとなっており、ハイポジションが弾き易くされている。ボディ外周にはメキシコ貝、指板のポジションマークとヘッドのインレイには白蝶貝が用いられている。ネックとヘッドの外周にはバインディングが施されている。
電装系統は当時様々なメーカーがB.C.リッチから影響を受けたアクティブサーキット等複雑なスイッチを持ったコントロールとなっている。ボリューム、トーン、ピックアップセレクターの他に、ハムバッキングピックアップのコイルを片側のみキャンセルさせてシングルコイルピックアップとして機能させる前後のピックアップに独立して設けられたコイルタップスイッチ、9V電池によって駆動するプリアンプのボリューム、フェイズスイッチが搭載され、当時メーカー側が考えていた「フェンダーとギブソンの音を一本のギターで」というコンセプトを実現したものとなっている。ピックアップはこのモデルのために特別に開発された「DSU Humbucking」を２基搭載している。
ブリッジはバダスタイプのオクターブ調整が可能なアジャスタブル・ストップテールピースが用いられている。

## 「ムーンサルト」の名称の由来
体操選手の塚原光男が、1972年10月のミュンヘンオリンピックで金メダルを獲得した競技である鉄棒で披露したウルトラC大技「ムーンサルト」に因んでいる。塚原自身は「後方二回転宙返り一回ひねり」と呼んでいた技だったが、海外のアナウンサーが実況中継の際に「これはまさに宇宙遊泳のようだ、ムーンサルトだ」と実況したため、当時この名前が巷間広まった、それを「弾き手が宇宙に飛び出していくようなイメージでギターを弾いてほしい」という開発陣の願いを込め、モデル名として使用した。
また偶然ながら、その塚原光男本人は当時河合楽器体操部に所属していた。